# Mobilul (roman)
Acest articol se referă la un roman scris de Stephen King, Mobilul. Pentru alte utilizări ale termenului, vezi Mobil (dezambiguizare).
Mobilul (engleză Cell) este un roman publicat de scriitorul Stephen King în ianuarie 2006. Majoritatea romanelor lui au fost ecranizate, are un venit anual de 40 000 000 $ și nu deține telefon mobil . Cartea a fost foarte bine primită de critici și a ajuns pe locul 1 în lista de bestsellere a New York Times. De asemenea, King a vândut drepturile pentru ecranizarea cărții, un film a cărui producție va începe în anul 2011.

## Sumar
Mobilul descrie un scenariu apocaliptic în care telefoanele mobile se transformă din mijloace indispensabile de comunicație în instrumente ale distrugerii care duc la colapsul societății omenești. Narațiunea se desfășoară pe parcursul a nouă capitole.

## Capitole

### Semnalul
Acțiunea cărții începe în după-amiaza zilei de 1 octombrie în jurul orei 3 în Boston. Se menționează încă de la început că la acea oră s-a declanșat un eveniment cunoscut sub numele de "Semnalul" care avea să pună capăt lumii civilizate. Personajul principal, Clay Riddell, tocmai luase un cadou pentru soția sa și se oprise să cumpere o înghețată în drumul său. În acel moment, începe haosul. Toți cei care vorbeau în acel moment la telefonul mobil recepționează Semnalul, un fel de impuls subliminal cu efecte devastatoare asupra psihicului omenesc, care se infiltrase în rețeaua mondială de telefonie mobilă. Aproape instantaneu, cei afectați sunt cuprinși de un acces brusc de violență animalică și, ghidați numai de impulsuri distructive, încep să atace pe toți și toate, adeseori fără vreo urmă de autoconservare. Mașinile se ciocnesc, avioanele o iau razna, explozii devastează orașul. Clay privește înmărmurit cum o adolescentă sfâșie cu dinții gâtul unei femei, cum un avion se lansează într-un picaj sinucigaș în mijlocul orașului, cum victimele Semnalului seamănă haosul în calea lor.
Totuși, el reușește să se refugieze împreună cu un alt bărbat, Tom McCourt (care se va dovedi pe parcursul romanului că era homosexual), în hotelul în care era cazat. Acolo li se alătură Alice Maxwell, o adolescentă de 15 ani, pe care Clay o scăpase de furia unui telnebun. În hotel, cei trei ajung la concluzia că telefoanele mobile au constituit cauza principală a dezastrului și hotărăsc să plece din Boston cât mai repede. Ei încearcă să îl convingă pe recepționerul hotelului, dl Ricardi, să li se alăture însă acesta refuză. Dar haosul de afară atinge apogeul când o benzinărie din apropiere explodează, incendiul amenințând întreg orașul. Clay, Alice și Tom se strecoară afară din hotel și strâng provizii pentru drum de la un restaurant din apropiere. Când Clay se întoarce totuși la hotel într-o ultimă încercare de convingere a dlui Ricardi să vină cu ei, îl găsește spânzurat de lustră. Înfiorați, cei trei, alcătuind un insolit trio, se îndreaptă spre ieșirea din Boston.

### Malden
Alice, Clay și Tom se îndreaptă spre locuința acestuia din urmă care se afla în Malden, o suburbie a Bostonului. Pe drum, ei se opresc pe podul Mystic River alături de alți supraviețuitori ca să privească orașul arzând în urma lor. Călătoria lor decurge mai departe fără peripeții și fără a mai întâlni alte victime ale Semnalului. Însă, după o scurtă noapte de somn, cei trei descoperă în dimineața următoare că telnebunii reapăruseră pe străzi și, deși încă mai aveau loc izbucniri spontane de violență, păreau să manifeste un comportament de cârd: mergeau în grup pe străziile pustii ale orașului căutând de mâncare și apoi dispăreau la lăsarea nopții. Cei trei remarcă de asemenea că începeau să dea de asemenea semne de comportament inteligent: trei telnebuni se folosesc de o roată ca de o unealtă pentru a sparge și consuma niște dovleci în grădina lui Tom. În ciuda tuturor acestor, Clay își păstrează nestrămutată hotărârea de a pleca spre nord în Maine să-și găsească soția și copilul iar ceilalți doi se decid să vină cu el. Înainte de a pleca, ei iau cu ei numeroase arme din locuința unui vecin de-al lui Tom, vânător pasionat, locuință care în rest se dovedește goală cu excepția cadavrelor soției și fiicei adolescente a vecinului. Astfel înarmați, ei pleacă spre nord de-a lungul New England-ului.

### Academia Gaiten
În călătoria lor spre nord, Alice, Tom și Clay întâlnesc alți supraviețuitori normali care le cofirmă continua modificare a comportamentului telnebunilor. Aceștia din urmă par să acționeze numai ziua și continuă să atace normali, încetând în schimb violențele asupra altor telnebuni. De asemenea, ei manifestă un interes ciudat pentru muzică, adunând de peste tot boxe.
Traversând granița cu statul New Hampshire, cei trei ajung în orășelul Gaiten. Aici se afla Academia Gaiten, în care rămăseseră numai rectorul Charles Ardai, un bătrân obosit, și un elev în vârsta de 12 ani, Jordan, pasionat de calculatoare. Cei doi îi atrag pe Clay și prietenii lui la Academie promițându-le adăpost și le arată unde se ducea noaptea cârdul local de telnebuni: pe terenul de fotbal al Academiei, unde se strângeau unii lângă alții, culcați într-o stare catatonică care lua sfârșit dimineața. Ardai și Jordan le mai destăinuie ceea ce ei bănuiau deja, anume că telnebunii au devenit o minte colectivă și își dezvoltă puteri telepatice și telekinetice, fiind capabili să transmită muzică în bum-boxele neconectate. Jordan avea chiar și o teorie pentru a explica aceste fenomene. El folosea analogia minții umane cu calculatorul: Semnalul practic ștersese conștientul și subconștientul din mintea oamenilor asemenea unui program ce șterge datele de pe hard-disk. După aceasta, nu mai rămăsese în loc decât programarea originală ce nu putea fi ștearsă, id-ul psihologic, sediul impulsurilor refulate. După explozia inițială de violență, hard-disk-ul uman încerca să se regenereze, să-și construiască o nouă programare. De aceea, Jordan presupune că în timpul nopții, telnebunii reinițializau, își programau singuri mentalul într-un mod nou.
Cei cinci hotărăsc că nu au de ales decât să distrugă cârdul în timp ce dormea înainte ca puterile acestuia să crească. Ei plasează două camioane cu propan în mijlocul terenului de fotbal și atunci când cârdul se strânge pentru hibernarea nocturnă, Clay distruge cele două vehicule cu un foc de pistol. Explozia apocaliptică distruge cârdul care lansează un strigăt colectiv de furie înainte de a muri. Chinuit de presimțiri sumbre, Clay încearcă să-i determine pe ceilalți să plece din Gaiten și să lase în urmă carnajul învăpăiat. Dar ei decid să amâne plecarea deoarece rectorul era prea bătrân pentru a călători iar Jordan nu voia să plece fără el. În timpul nopții, rectorul îi mărturisește lui Clay că vrea să se sinucidă pentru a-l elibera pe Jordan de povara de a avea grijă de el și îi cere să păstreze tăcerea.
Curând, grupul află adevărata amploare a puterii telnebunilor. După o noapte de somn în care Clay și ceilalți sunt tulburați de coșmaruri înfiorătoare și premonitorii, un nou cârd le înconjoară în tăcere reședința și desemnează din rândurile lor un bărbat de culoare, îmbrăcat într-un hanorac roșu, drept purtător de cuvânt al conștiinței colective. Cârdul întreprinde represalii sângeroase împotriva celorlalți locuitori normali din zonă și ordonă eroilor noștri, prin intermediul bărbatului în hanorac roșu care este poreclit de Clay „Sfârtecatul”, să se îndrepte spre nord într-o zonă numită Kashwak. Aceasta se afla în afara zonei de acoperire a telefoniei mobile și deci putea constitui un refugiu aparent al oamenilor normali. Rectorul nu apucase să se sinucidă deoarece capacitățile telepatice ale cârdului îl forțaseră să își bage un pix în creier prin ochi. În acest fel, cârdul spera că va grăbi plecarea grupului spre Kashwak. Ceilalți îl îngroapă și apoi se îndreaptă spre nord, mai ales datorită faptului că Clay dorea neapărat să-și găsească fiul.

### Trandafirii se veștejesc, grădina asta-i terminată
Drumul spre Kent Pond, orașul natal al lui Clay, decurge într-o atmosferă deprimantă. Încercările de a se întovărăși cu alți supraviețuitori normali sunt lipsite de succes deoarece influența telepatică a cârdului îi face pe toți să-i ocolească. Mai mult, cârdurile au început să se folosească de normali care să-i păzească în timp ce dormeau. Descurajați, Clay, Alice, Tom și Jordan își continuă înaintarea spre nord. Pe drum, Alice încearcă să ajute un tânăr rănit într-un accident de mașină și pe prietenul lui însă aceștia refuză indignați din cauza imaginii defavorabile pe care cârdul le-o crease eroilor noștri. Clay și Tom sar în apărarea lui Alice, întorcându-le replici aspre și pleacă mai departe. Însă, cei doi, furioși, decid să se răzbune. Urmărind grupul celor patru, ei o lovesc pe Alice în cap cu o piatră și fug mai departe. Rana lui Alice este mortală și fata se stinge încet, zi după zi, în ciuda eforturilor disperate ale celorlalți de a o salva. În timp ce ea delira, cârdul se folosește de ea pentru a le comunica celorlalți că ucigașii vor fi pedepsiți. Tot atunci, ei îi spun lui Clay că fiul său este cu ei dar acesta, înnebunit de durere, refuză să-i creadă. În cele din urmă, Alice moare iar Clay, Tom și Jordan o îngroapă îndurerați înainte de a porni mai departe spre nord.

### Kent Pond
Clay, Tom și Jordan ajung în sfârșit în Kent Pond, pe care îl găsesc pustiu. Clay găsește un bilet de la fiul său în care acesta îl informa că reușise să se adăpostească în primărie cu câțiva oameni unde rămăseseră câteva zile înainte de a porni spre Kashwak, păcăliți de influența telepatică a cârdurilor. Cu această ocazie, Clay află că soția sa a căzut victimă Semnalului. El hotărăște imediat să plece spre Kashwak iar ceilalți îl urmează. Pe drum, ei se întâlnesc cu alți trei oameni, și ei ucigași de cârduri care fuseseră anatemizați de Sfârtecat, vocea colectivului: Dan, un profesor, Denise, o femeie gravidă și Ray, muncitor în domeniul construcțiilor. Aceștia le arată pe cei doi vinovați de moartea Alicei crucificați pe veranda unei case, pedeapsa cârdului fiindcă s-au atins de cei ce nu puteau fi atinși. În cadrul unei deliberări, ei decid împreună cu Tom și Jordan că Kashwak e o capcană și refuză să meargă mai departe spre nord. Clay însă refuză și își continuă drumul spre nord după ce se desparte de ceilalți, care pornesc spre vest.

### Bingo Telefon
Imediat după separarea de ceilalți, Clay are vise neliniștitoare cu privire la intențiile telnebunilor. El își dă seama că Sfârtecatul și cârdul lui îi atrăgeau pe normali spre Kashwak pentru a-i converti la rândul lor în telnebuni, oferindu-le un telefon mobil spre a-i suna pe cei dragi lor. Clay realizează cu groază că și fiul lui a fost expus astfel Semnalului. Totuși nu renunță la hotărârea lui de a merge mai departe spre Kashwak, chiar dacă șansele de a-l găsi teafăr și sănătos dispăruseră. Pe drum, el observă cu uimire grupuri separate de telnebuni care hoinăreau noaptea, contrar obiceiului lor. Mai mult, unii dintre ei începuseră să articuleze cu greutate cuvinte, ieșind astfel din tiparul telnebunilor originari. În cele din urmă, în drumul spre Kashwak, Clay este surprins să se reîntâlnească cu foștii săi prieteni.

### Viermele
Gray află de la ei că influența telepatică a cârdului îi ghidase mereu spre Kashwak, creându-le în mintea lor o realitate virtuală în care mergeau spre est. În cele din urmă, se treziseră conducând un autobuz școlar spre Kashwak, dându-și seama că rezistența era inutilă. Clay le comunică observațiile sale privind comportamentul nefiresc al unor telnebuni și Jordan îi confirmă afirmațiile expunând și o teorie: Semnalul care lovise pe 1 octombrie continua să fie emis dar programul lui se modificase probabil datorită prezenței unui vierme în sistem, un program-în-program care continua să altereze pe măsură ce trecea timpul configurația inițială. Astfel, noii telnebuni, care fuseseră convertiți la Kashwak de Sfârtecat, fuseseră expuși unui Semnal diferit iar asta le provoca comportamentul atipic. În cursul acelui popas, Ray se retrage cu Clay departe de ceilalți, îi înmânează un telefon mobil și un număr de telefon la care să sune „când va sosi timpul”. De asemenea, el îi spune să nu se teamă de cârd deoarece, dacă îi vor citi gândurile, vor afla că se gândește la un telefon mobil ca toți ceilalți. Înainte ca Clay să mai poată adăuga ceva, Ray se sinucide. Șocat de aflarea acetui lucru, micul grup de supraviețuitori pornește în tăcere spre Kashwak.

### Kashwak
Ajunși la Kashwak, grupul găsește o expoziție pe jumătate ansamblată și o armată de telnebuni așteptându-i, printre care se afla și soția lui Clay, Sharon. Totuși, Clay constată ușurat că fiul său nu se află acolo. Chiar la intrarea în oraș, Sfârtecatul le iese în cale și merge cu autobuzul lor până pe câmpul din centrul expoziției. Deși încerca să nu se gândească la telefonul mobil pe care Ray i-l dăduse, Clay nu se poate abține să nu se întrebe ce semnificație avea. Sfârtecatul îi surprinde gândurile dar, știind că în zona Kashwak, telefoanele mobile nu aveau acoperire (convertirile normalilor având loc la marginea zonei), îi spune batjocoritor lui Clay: „Nu-tel pentru tine”, apoi îi închide în clădirea neterminată a expoziției pentru a-i executa în ziua următoare. Și totuși, pe parcursul nopții, în timp ce cârdul dormea, Clay își dă seama că Ray nu a murit degeaba atunci când realizează că telefonul mobil mai avea încă semnal de la un releu clandestin amplasat de muncitorii de la expoziție. Își mai dă de asemenea seama că Ray ascunsese explozibil în autobuzul cu care mergea, explozibil ce putea fi detonat prin apelul la numărul indicat. Imediat ce Clay le destăinuie asta celorlalți, ei îl trimit pe Jordan afară pe o fereastră îngustă, îndrumându-l să conducă autobuzul până în apropierea cârdului adormit și apoi să revină. După o cursă nebună în care Jordan conduce autobuzul direct în mijlocul cârdului și apoi abia reușește să revină la adăpost, Clay formează numărul de telefon și o explozie uriașă nimicește uriașul cârd. Din nou, conștiința colectivă își lansează strigătul de furie însă de data asta nu mai era nimeni care să-i vină în ajutor. În zorii zilei, grupul iese de la adăpost contemplând rămășițele cârdului. Unii telnebuni scăpaseră dar rătăceau haotic nemaifiind în stare să reansambleze conștiința colectivă. Deși ceilalți se hotărăsc să pornească spre nord, Clay hotărăște să rămână și să-și caute fiul. Astfel, ei se despart pentru a doua oară.

### Salvare în sistem
În timp ce Tom, Denise, și Jordan se îndreptau spre nord, spre Canada, în afara zonei de acoperire a telefoniei mobile, ca să aștepte ca frigul iernii să ucidă restul telnebunilor dezorganizați, Clay se întoarce spre nod. Printr-un noroc neașteptat el reușește să îl găsească pe Johnny, fiul său, care însă a fost afectat de Semnal. Dar tatăl lui era decis să îl ajute. Jordan îi spusese că dacă Semnalul se modifica mereu, atunci dacă fiul său primea o nouă doză de Semnal, alta decât cea primită inițial, cele două programări diferite se vor anihila în cele din urmă. Atunci, creierul ar putea restaura programarea de dinainte de Semnal. Această deducție se baza pe faptul că majoritatea calculatoarelor salvau programele în sistem în cazul unei erori pentru a fi recuperate mai târziu. Totul se baza pe restaurarea salvării în sistem a personalității inițiale a lui Johnny. După multe ezitări, Clay formează 911, numărul la care răspundea întotdeauna un robot, și pune telefonul mobil la urechea fiului său spunând: „Pentru tine, Johnny.”, romanul încheindu-se astfel cu un sfârșit ambiguu.

## Critici
Deși cartea a fost în general bine primită de critici, fanii n-au ezitat să-și exprime dezamăgirea în ceea ce privește finalul ambiguu al cărții. Ca răspuns la acestea, King a postat un mesaj pe site-ul său personal declarând: „Pe baza informațiilor oferite în ultima parte a Mobilului - mă refer la întoarcerea la normal a noilor telnebuni - mi se pare evident că totul s-a sfârșit cu bine pentru fiul lui Clay, Johnny. Dar nu trebuie să vă mai spun asta, nu-i așa?”

## Ecranizare
La 8 martie 2006, site-ul Ain't It Cool News a anunțat că Dimension Films a cumpărat drepturile de autor ale cărții în vederea unei ecranizări care va fi regizată de Eli Roth (cel care a regizat filme ca Hostel, Cabin Fever). Inițial filmul era planificat să apară în 2009, ulterior s-a anunțat că va avea premiera în 2012.
La 11 noiembrie 2009, Stephen King a anunțat la o semnare de cărți din Dundalk, Maryland că a terminat scenariul pentru acest film. King a afirmat că a avut plângeri în ceea ce privește finalul cărții astfel că l-a refăcut în cadrul scenariului.
În 2016 a apărut limitat un film omonim bazat pe acest roman, regizat de Tod Williams după un scenariu de King și Adam Alleca, cu actorii: John Cusack, Samuel L. Jackson și Isabelle Fuhrman.